# گافروت
گافروت یک آبخوست و منطقه شهرداری در ایالت یاپ، ایالات فدرال میکرونزی است.